# Дефтердарова капија
Дефтердарова капија налази се на северозападном бедему Горњег града Београдске тврђаве на Калемегдану, насупрот Сахат-капији. Данашњи изглед има из 18. века, и представља главни пролаз ка Доњем граду.

## Историјат
У средњем веку се на месту данашње капије налазила мала капија – пешачки пролаз за комуницирање са Доњим градом, из рова испред некадашњег замка. Садашња капија подигнута је у последњој деценији 17. века, у доба првих радова на обнови постојећих и изградњи нових артиљеријских утврда. Представља засвођен пролаз кроз бедем. Спољни портал је обликован у духу барока, према пројекту Андреа Корнара. Дефтердарова капија је обновљена 1960. године.
Капија је назив добила у 18. веку, према речи турског порекла „дефтердар“, која је означавала функцију заповедника финансија, човека који води писане књиге у труској војсци („тефтер“ – бележница, свеска).
Кроз Дефтердарову капију се дугим низом степеница силази у Доњи град, поред Великог барутног магацина, „Барутане”. 
Поред капије се налази реконструисана чесма Мехмед-паше Соколовића из 16. века.

## Галерија
- Унутрашњост Дефтердарове капије
- Поглед са доње стране
- Табла Дефтердарове капије
- Табла Дефтердарове капије